# Maschen
Maschen – miejscowość w gminie Seevetal w powiecie Harburg w niemieckim kraju związkowym Dolna Saksonia. Należy do gminy Seevetal od 1 lipca 1972 roku. Jest drugą pod względem wielkości miejscowością gminy z 9 099 mieszkańcami (stan na 30.06.2008).

## Historia
Maschen było wzmiankowane po raz pierwszy w 1294 roku jako Merschene (dolnoniem. "Ende der Marsch") przy czym można to tłumaczyć jako "koniec bagien".

## Położenie
Maschen jest przedzielone na część południową zwaną przez miejscowych Maschen - Horst, jako że sąsiaduje z miejscowością Horst, a właściwie jest z nią zespolone, i starszą część północną, zwaną Maschen - Dorf (pol. "Maschen wieś"). Ten podział dokonał się za sprawą autostrady A39, która od Maschener Kreuz łączy Hamburg z Lüneburgiem.

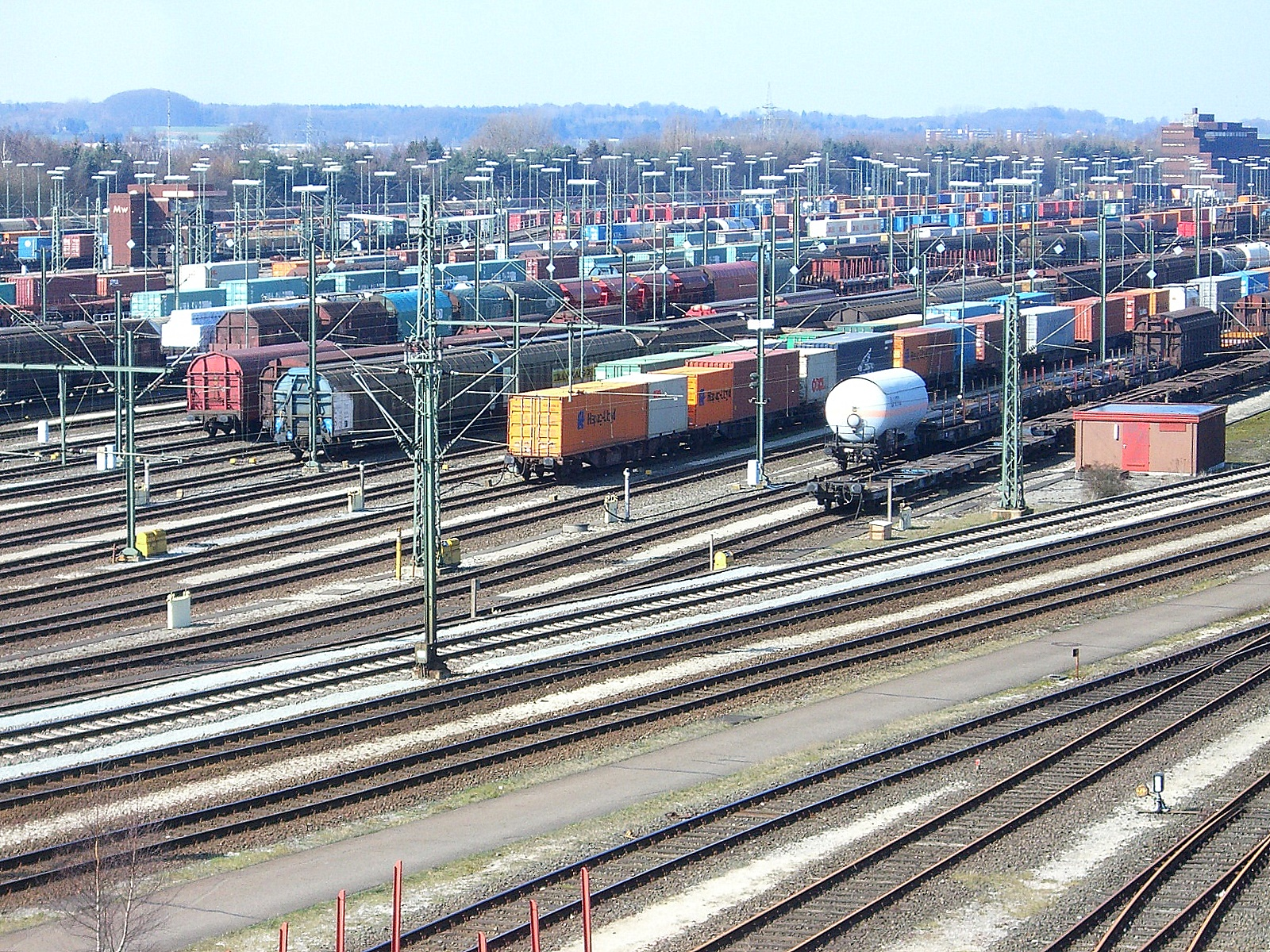
Stacja rozrządowa Maschen

## Kultura
W Maschen jest szkoła podstawowa, która istnieje tu już od 1671 roku, jednak szkoły średnie znajdują się w pobliskim Meckelfeld.

## Gospodarka
W Maschen jest centrum handlowe i trzy tereny przemysłowe, chociaż Maschen jest przede wszystkim miejscem, gdzie ludzie z Hamburga chętnie się osiedlają ze względu na wręcz idylliczny charakter Maschen - Horst.
W Maschen (między "Maschen - Dorf" a Hörsten) znajduje się największa kolejowa stacja rozrządowa w Europie i druga pod względem wielkości na świecie. Została oddana do użytku w 1977 roku.